# 德光和夫
德光和夫（日语：／ Tokumitsu Kazuo */?；1941年3月3日—，然戶籍登記為3月10日）是日本男性播報員與主持人，前日本電視台播報員，出生於東京都目黑區，立教大學社會學系畢業，經紀公司為office Mail（オフィス ラ・メール）。

## 人物
- 正確名字為德光和夫（「德」為日語舊字體）。
- 出生日期之所以登記3月10日，是父親認為男孩在3月3日桃之節句出生不成體統（男児が3月3日、桃の節句の生まれでは格好が悪い），而改登記為一週後的日本陸軍紀念日（日语：陸軍記念日），即3月10日[1]。
- 1963年到任日本電視台，由於對於棒球的喜好，因而被指定擔任職棒轉播員。之後歷經戲劇演出、動畫配音、節目主持等資歷，於1969年10月起開始擔任NTV紅白十大戲劇（紅白歌のベストテン）主持人，並於1988年起開始擔任NNN NEWS PLUS 1（NNNニュースプラス1）初代主播；1989年退任日本電視台，成為自由節目主持人及藝人。
- 與富士電視台主播露木茂為大學時代友人。
- 曾經因為生病住院而對於健康管理有所注意，並因此拍攝廣告喚醒社會大眾重視[2]。
- 雖然年事已高，但仍然活躍於各種廣播節目與電視節目中，同時在AKB48選拔總選舉擔當主持工作。

## 出演作品

### 動畫電影
1987年
- 王立宇宙軍～歐尼亞米斯之翼～（電視主播）

## 備註
1. ↑  當時適逢太平洋戰爭，軍國主義興盛時期。

## 關聯條目
- 日本電視台